# Нові Ґрохолиці
Нові Ґрохолиці (пол. Nowe Grocholice) — село в Польщі, у гміні Рашин Прушковського повіту Мазовецького воєводства.
Населення — 1393 особи (2011).
У 1975—1998 роках село належало до Варшавського воєводства.

## Демографія
Демографічна структура станом на 31 березня 2011 року:
|          | Загалом | Допрацездатний вік | Працездатний вік | Постпрацездатний вік |
| -------- | ------- | ------------------ | ---------------- | -------------------- |
| Чоловіки | 660     | 131                | 459              | 70                   |
| Жінки    | 733     | 139                | 432              | 162                  |
| Разом    | 1393    | 270                | 891              | 232                  |